# Älgered
Älgered, är en by i Bergsjö socken i Nordanstigs kommun, Hälsingland. SCB avgränsade här från 1990 till 2023 en småort.
Vid Älgered låg fram till 1960-talet postanstalten Älgbohed. I dag finns Älgeredskollektivet, ett behandlingshem för högstadieungdomar i tre av de största byggnaderna i byn.